# I hennes rum
"I hennes rum" är en sång skriven av Niklas Strömstedt. Den finns med på hans album med samma namn från 1992, men utgavs också som singel samma år. I hennes rum var den tredje singeln från albumet.
Singeln gavs ut på CD och vinyl. Som B-sida fanns alternativa versioner av titelspåret. Singeln producerades av Bernard Löhr och Strömstedt. Låtarna remixades av Lennart Östlund, omslagsfotot togs av Mattias Edwall och singeln designades av Claes Gustavsson. Strömstedt sjöng och spelade keyboards, Magnus Bergström körade, Per Lindvall spelade trummor och Henrik Janson spelade gitarr.
I hennes rum tog sig inte in på Svenska singellistan, men däremot på Svensktoppen. Den låg tre veckor på Svensktoppen 1993 mellan den 7 och 27 mars, med en sjätteplats som bästa placering.

## Låtlista

### CD
1. "I hennes rum" (radioversion) – 4:26
2. "I hennes rum" (12"-version) – 6:05
3. "I hennes rum" (albumversion) – 4:41

### 12"
Sida A
1. "I hennes rum" (12"-version) – 6:05

Sida B
1. "I hennes rum" (radioversion) – 4:26
2. "I hennes rum" (albumversion) – 4:41

## Medverkande musiker
- Magnus Bergström – bakgrundssång
- Henrik Janson – gitarr
- Per Lindvall – trummor
- Bernard Löhr – producent
- Niklas Strömstedt – sång, keyboards, producent, låtskrivare
- Lennart Östlund – remix

## Listplaceringar
| Lista (1993) | Topplacering |
| ------------ | ------------ |
| Sverige      | 6            |